# Mercat comú
|  | No s'ha de confondre amb Mercat Comú Europeu. |

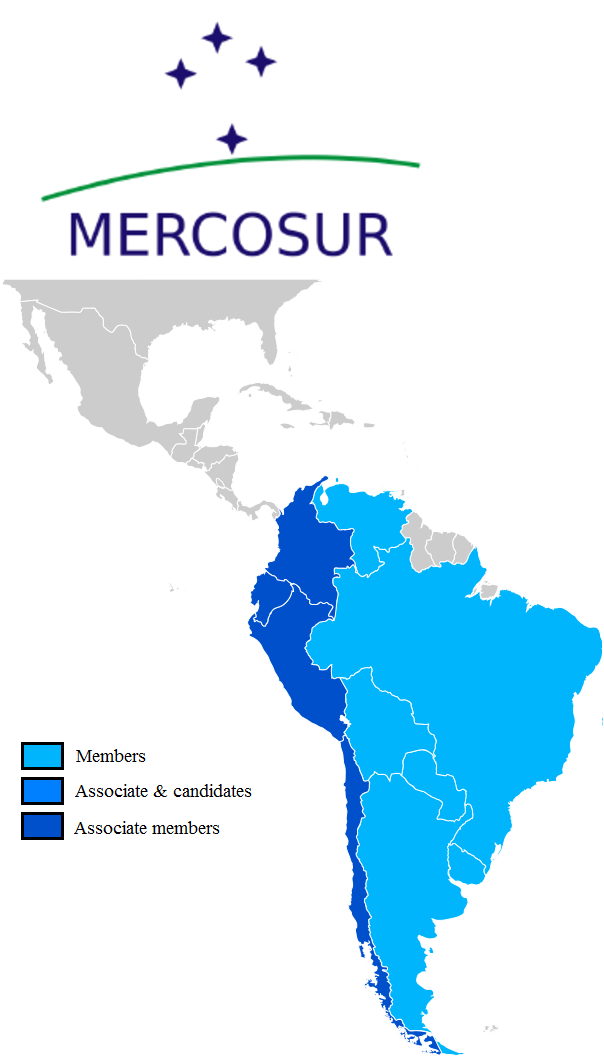
Mercat comú: Mercosur.

Un mercat comú és una unió duanera que a més, estableix polítiques comunes sobre la regulació dels productes i la lliure circulació de tots els factors de producció, incloent-hi la mà d'obra. Un mercat únic és una forma avançada del mercat comú en què es suprimeixen totes les barreres físiques (fronteres), tècniques (estàndards) i fiscals (impostos) entre els estats membres, les quals obstrueixen la llibertat de moviment de qualsevol factor de producció.
El mercat comú es considera com la primera etapa cap a la creació d'un mercat únic. En general, es construeix sobre una zona de lliure comerç amb relativament lliure circulació de capitals i de serveis, però amb una reducció limitada de la resta de barreres comercials.
Un mercat unificat és l'última etapa i la meta final d'un mercat únic. Cal la lliure circulació total de béns, serveis (inclosos els serveis financers), de capital i de persones (factors de producció) sense tenir en compte les fronteres nacionals.
L'objectiu del mercat únic és aconseguir la total llibertat de moviments de capitals, mà d'obra, béns i serveis entre els Estats membres, com si es tractés d'un mateix país, retirant les barreres entre els Estats en la màxima mesura possible.
Alguns exemples de mercat comú en el món són Mercosur i la Unió Europea. La UE conté, addicionalment, un mercat únic.